# Шамарин, Игорь Юрьевич
И́горь Ю́рьевич Шама́рин (род. 17 мая 1976, Москва) — российский рок-музыкант, автор-исполнитель, поэт, независимый музыкальный обозреватель. Учился на филологическом факультете МПГУ им. Ленина. Гитарист и автор части песен московской рок-группы «Апокриф» (1995—1996), лидер, автор песен и вокалист московской рок-группы «Каземат» (1996—2000).

## Биография
Игорь Шамарин родился 17 мая 1976 года в Москве.

## Поэтическое творчество
Игорь Шамарин начал заниматься поэзией с 1988 года. Лучшие работы раннего периода в настоящее время опубликованы на литературном портале «Стихи.ру» под псевдонимом Абориген Муравейника.

### Сельский Гуру
В декабре 2002 года Игорь Шамарин придумал виртуального персонажа по имени Сельский Гуру для общения с посетителями форума «Котомское вече» на сайте «Городок Котомск: странный городок для странной братии». С собеседниками Сельский Гуру разговаривал только стихами и не называл своего настоящего имени.
25 апреля 2003 года на литературном портале «Стихи.ру» была открыта авторская страница Игоря Шамарина, на которой он начал размещать свои стихи под укоренившимся псевдонимом Сельский Гуру. Наиболее известным текстом данного периода является стихотворение «Катя живёт в апельсине» (2004), которое получило широкое хождение и обсуждение в Интернете после того, как 25 мая 2004 года было номинировано на конкурс Национальной Литературной Сети «Стихи.ру». В числе других работ того времени, вызвавших впоследствии достаточно широкий резонанс — стихотворения «Лёд бессмертный», «Господь, переделай Еву!», «Любовь», «Квартал перевёрнутых улыбок» (до сих пор активно цитирующийся в блогах и на форумах, иногда без указания имени автора).

### Христофор Дельфин
В мае 2005 года был создан второй виртуальный поэтический персонаж Игоря Шамарина — Христофор Дельфин, названный по имени героя стихотворения «Мой двойник Христофор Дельфин». Данным псевдонимом автор пользуется и в настоящее время. В июле 2008 года в рамках данного проекта были опубликованы первые главы масштабной поэмы с фантастическим сюжетом — «Летопись Радужного Каньона». Работа над циклом продолжается.

### Другие проекты
В октябре 2005 года был создан авторский поэтический блог Игоря Шамарина в «Живом Журнале» — in-rock.
В конце декабря 2005 года в московской типографии «Пробел-2000» тиражом 300 экземпляров был напечатан первый официальный поэтический сборник Игоря Шамарина — «Шифры и тексты». В 224-страничное иллюстрированное издание вошли 100 лучших стихотворных текстов 2003—2005 гг., а также 80 текстов песен. 13 июня 2006 года в культурном центре «Белые облака» состоялась презентация этой книги.
В декабре 2006 года на литературном портале «Стихи.ру» была создана страница лучших поэтических работ Игоря Шамарина, объединившая избранные тексты, создававшиеся в разные годы под псевдонимами Абориген Муравейника, Сельский Гуру и Христофор Дельфин.
В июне 2008 года была создана страница лучших поэтических работ Игоря Шамарина на литературно-художественном портале «Изба-читальня».

## Музыкальное творчество

### Проект «Акустень». Любительские магнитофонные сессии (1993—1998)
В детские годы Игорь Шамарин начал осваивать игру на аккордеоне, а в середине 1993 года переключился на акустическую гитару. С июля 1993 года, помимо занятий стихотворным творчеством, он сочиняет и исполняет песни различной жанровой направленности. В августе 1993 года, вместе со школьным приятелем А.Вашлаевым, Игорь создаёт музыкально-поэтический проект «Акустень». Осуществляется первая авторская запись в домашних условиях. Первым официальным сольным магнитофонным альбомом считается альбом «Кривда», записанный 14 ноября 1994 года на квартире школьного приятеля Г.Тарана В дальнейшем была записана и выпущена целая серия магнитофонных акустических альбомов, в числе которых: «Рождённый в радуге» (1995), «Шерсть дыбом» (1995), «Тема Последнего Блюза» (1995), «Перекур» (1996), «Железная флейта» (с участием Ильи Сапарина, 1996), «Зона иллюзий» (1998), «Сказочки» (1998) и др.

### Группа «Апокриф» (1995—1996)
В сентябре 1993 года, во время учёбы на филфаке МПГУ, Игорь Шамарин познакомился с Борисом Модестовым. Так было положено начало творческому тандему, преобразованному к 1995 году из акустического дуэта в полноценную рок-группу «Апокриф». Игорь Шамарин, известный в то время как «Гаррис», в составе «Апокрифа» являлся гитаристом, бэк-вокалистом и автором половины репертуара. Единственным артефактом этого периода стал студийный полуэлектрический альбом «Белка в колесе», названный по одноимённой песне И.Шамарина и записанный в 1996 году. В том же 1996 году Игорь по собственной инициативе покинул «Апокриф». Впоследствии Борис Модестов основал рок-группу «Дикий Блюз» и неоднократно исполнял песни Игоря Шамарина на концертах, включив две из них («Пиво» и «Король Кумара») в дебютный студийный альбом «Дикого Блюза» — «Бунт рабочих» (2007).

### Группа «Каземат» (1996—2000)
В марте 1996 года был собран первый состав московской рок-группы «Каземат», основателем, лидером, автором репертуара и вокалистом которой стал Игорь «Гаррис» Шамарин. Коллектив просуществовал с 1996 по 2000 год, и в его состав в разное время входило 11 музыкантов. В «золотой состав» группы входили Игорь «Гаррис» Шамарин (вокал, автор песен, лидер и основатель группы), Михаил Ляшенко (гитара), Иван «Жан» Литвинов (бас-гитара), Сергей Золотухин (барабаны), Ян Шередеко (директор). 1999 год стал для коллектива особенно значимым: в январе группа принимала участие в заключительном концерте фестиваля «С новым роком! Новые имена в „Горбушке“», совместно с группами «ARTель», «Белый шум», «Los Paranoies», «Оркестр 100», «Стена», «Четверг Арутюнова», «Монгол Шуудан», «СерьГа», а в мае «Каземат» участвовал в первом, международном фестивале нового музыкального движения «Рок-Держава», совместно с группами «Sprint» (Болгария), «Заповедник», «Оберманекен», Сергей Калугин & «ARTель» (ныне — «Оргия Праведников»), «Миссия: Антициклон» (Магадан), «СерьГа» и «Крематорий». По результатам данных акций к Игорю Шамарину и другим участникам группы проявили интерес представители СМИ (последовало приглашение музыкантов на «Радио-1», были взяты интервью для телепрограмм «Башня» (РТР), «До 16 и старше…» (1 канал) и для газеты «Педагогический Университет»). В указанный период «Каземат» неоднократно принимал участие в совместных выступлениях с группой «E.S.T.». Группа распалась в 2000 году после ухода барабанщика, Сергея Золотухина.
Официально группа записала три альбома: «Горькая трава» (1996), «Религия тишины» (1998), «Театр бродячих душ» (концертный альбом, записанный в декабре 1999 года на рок-фестивале в г. Тюмень). Впоследствии релиз «Театр бродячих душ» претерпел авторский ремастеринг, и с 1 мая 2007 года доступен для прослушивания на сайте «Real Music».

### Сольная музыкальная деятельность
На протяжении всего 2002 года Игорь Шамарин записывал на московской студии звукозаписи «Арго» при участии Бориса Модестова и Андрея Дорофеева альбом мистических баллад «Выбирай любую жизнь», который по причинам технического и морального свойства так и остался не завершён.
В 2003 году Игорь Шамарин под псевдонимом Игорь Колесолнец вошёл в творческое содружество «Клад Звёзд», являвшееся интерактивным сетевым проектом по продвижению музыкального творчества начинающих авторов и исполнителей.
С июня 2006 года Игорь Шамарин продолжил прерванную музыкальную деятельность, начав периодические выступления на сценах московских клубов. Концерты неизменно оформлены в эстетике глэм-рока, а в репертуаре указанного периода преобладают песни мистической, сказочной и эзотерической тематики.
26 мая 2007 года в Москве состоялась творческая акция «НеэлекТРИческий концерт» с участием поэта Алексея Михайлова, группы «Дикий Блюз» и Игоря Шамарина. В рамках своего сета Игорь исполнил полуторачасовой блок лучших песен.
20 сентября 2008 года, при поддержке гитариста Дмитрия Шевченко, в московском клубе «Дулин Хаус» прошла презентация цикла песен «Охота на ведьм».
17 апреля 2010 года в клубе «Гарцующий Дредноут» состоялся фестиваль «Рок-филфак. 15 лет спустя», в котором Игорь Шамарин выступил вместе со своими друзьями, учившимися на филфаке МПГУ в первой половине 90-х годов. На сцену в тот день также вышли группы «Дикий Блюз», «Б. У. Р.» и «Бостонское чаепитие».
24 апреля 2010 года в московском арт-кафе «Дождь-Мажор» Игорь Шамарин, при поддержке гитариста Дмитрия Шевченко, представил новую, остросоциальную программу «Крест. Антиутопия-2010», запись которой впоследствии была выложена на сайте «Круги».
16 апреля 2011 года в Российской государственной библиотеке для молодёжи состоялось сольное выступление Игоря Шамарина под названием «Нарисованный концерт». Выступление было приурочено к 15-летию группы «Каземат» и презентации песен, составивших основу новой программы «Мастер брутального граффити».
20 октября 2012 года в клубе «Гарцующий Дредноут» Игорь Шамарин полностью представил свою новую акустическую программу в рамках рок-минифеста «Диапазон».

## Музыкальная журналистика
В июне 2006 года на базе «Живого Журнала» был создан тематический авторский блог rock-meloman, посвящённый, согласно замыслу автора, «обзору наиболее ярких релизов отечественной и зарубежной рок-музыки всех времён и эпох», а в марте 2009 года — сопутствующий блог kui-jelezo (заметки об отечественном тяжёлом роке).
- В июле 1988 года Игорь Шамарин начал выпуск самиздатовского журнала «Квартира», в котором вёл летопись семьи и публиковал свои первые стихотворения. Всего за период с июля 1988 по июль 1993 было выпущено 108 номеров журнала.
- До официально изданного в 2006 году поэтического сборника «Шифры и тексты» у Игоря Шамарина уже были выпущенные самиздатом два авторских сборника стихов — «Магистр Чёрного Серпа» (1989) и «Сны Сельского Гуру: 50 лучших стихотворений» (2005).
- В апреле 2007 года в «Живом Журнале» была создана авторская страница Игоря Шамарина pesni-garrisa, посвящённая истории появления на свет его песен.